# L’assedio di Calais
L’assedio di Calais (dt.: Die Belagerung von Calais) ist ein „dramma lirico“ (Oper) in drei Akten von Gaetano Donizetti mit einem Libretto von Salvatore Cammarano. Es handelt von der Opferbereitschaft einiger Einwohner bei der Belagerung von Calais im Jahr 1347 während des Hundertjährigen Krieges. Die Uraufführung fand am 19. November 1836 im Teatro San Carlo in Neapel statt.

## Handlung
Die folgende Inhaltsangabe basiert auf der Beschreibung in Heinz Wagners Das große Handbuch der Oper sowie dem Programmheft der Gelsenkirchener Aufführung von 2008, abgeglichen mit dem Libretto.

### Erster Akt
Im Außenposten des britischen Lagers vor den meerumspülten Stadtmauern von Calais liegen die englischen Soldaten in tiefem Schlaf. Aurelio, der Sohn des Bürgermeisters von Calais, hat sich mit Hilfe einer Strickleiter in das feindliche Lager geschlichen, um Lebensmittel für die völlig ausgehungerten Bürger der belagerten Stadt zu beschaffen. Einer der Soldaten erwacht, entdeckt den Eindringling und schlägt Alarm. Es gelingt Aurelio im letzten Moment, sich durch einen Sprung ins Meer zu retten.
In der Stadt erfahren Bürgermeister Eustachio und Aurelios Frau Eleonora von seiner Entdeckung. Sie glauben zunächst, dass er tot sei und sind erleichtert, als er nach einiger Zeit unversehrt zurückkehrt. Kurz darauf erscheint eine Gruppe Stadtbewohner, die Eustachio für ihr Elend verantwortlich machen und seine Absetzung fordern. Es gelingt Eustachio jedoch, den Anführer der Aufständischen als englischen Spion zu entlarven und die Leute zu beruhigen.

### Zweiter Akt
In ihrer Wohnung betrachten Aurelio und Eleonora ihren schlafenden kleinen Sohn und sorgen sich um seine Zukunft. Giovanni berichtet, dass eine Abordnung der Engländer eingetroffen sei, um über die Friedensbedingungen zu verhandeln.
Im Audienzsaal hören Eustachio und das Volk entsetzt die Bedingung des englischen Königs Edoardo an: Sechs Bürger sollen im Beisein der Königin hingerichtet werden. Nur dann werde Frieden gewährt. Nach einigem Zögern melden sich Eustachio und sein Sohn als erste, um ihre Angehörigen und die Stadt zu retten. Sie und vier weitere Freiwillige – Giacomo, Pietro, Armando und Giovanni – werden in das englische Lager geführt.

### Dritter Akt
Im englischen Lager erwartet König Edoardo ungeduldig die Ankunft seiner Gattin Isabella, die nach einem siegreichen Feldzug aus Schottland anreist. Nun können endlich die drei Länder Frankreich, Schottland und England vereinigt werden. Die Königin erscheint mit ihrem Gefolge und wird von Edoardo herzlich begrüßt. Anschließend lässt er die Gefangenen Einwohner Calais’ vorführen, um sie zu exekutieren. Diese und ihre ihnen nachgefolgten Familien bitten um Gnade, die ihnen der König zunächst verweigert. Erst als auch Isabella ihn um Milde bittet, lässt er sich umstimmen und gibt die Geiseln frei.

## Entstehungsgeschichte
L’assedio di Calais ist Donizettis 49. Oper. Er komponierte sie 1836 und betrachtete sie als Versuchsobjekt in Richtung einer möglichen Tätigkeit in Paris. Als Vorbild sah er möglicherweise Gioachino Rossinis Guillaume Tell. Er selbst nannte sie seine „am genauesten ausgearbeitete Oper“ („L’opera più travagliata“) und komponierte sie „dem französischen Geschmack entsprechend“ („confacente al gusto francese“). Im März 1835 war bereits seine Oper Marino Faliero in Paris am Théâtre-Italien aufgeführt worden. Diese stand damals jedoch im Schatten des Erfolgs von Bellinis I puritani. Das neue Werk wollte Donizetti gleich an der Pariser Oper herausbringen. Dabei spielte die Wahl des Stoffes eine wichtige Rolle. Zum ersten Mal erwähnt wurde die Geschichte der Bürger von Calais bereits im Mittelalter in den Chroniques de France von Jean Froissart. Seit der zweiten Hälfte des 18. Jahrhunderts war sie in Frankreich größeren Kreisen bekannt. Noch 1885/95 schuf Auguste Rodin eine Großplastik zu diesem Thema.
Der Librettist Salvadore Cammarano verfasste seinen Text nach dem gleichnamigen Drama (um 1825) des neapolitanischen Hausdichters des Teatro San Carlo, Luigi Marchionni, und verwendete dabei auch Elemente eines 1827 erschienenen Balletts von Luigi Henry. Beide basieren auf dem französischen Schauspiel Eustache de Saint-Pierre, ou Le Siège de Calais von Philippe-Jacques Laroche (1822), das wiederum auf einem Drama von Pierre-Laurent Buirette de Belloy von 1765 fußt. Dadurch, dass Cammarano sich nicht direkt mit den historischen Quellen befasste, kam es zu einigen Unstimmigkeiten. So wird in der Oper als Gattin Edoardos nicht korrekt Philippa genannt, sondern Isabella. Diese war in Wirklichkeit die französische Mutter des Königs, Isabelle de France.
Obwohl L’assedio di Calais von Anfang an für das französische Publikum vorgesehen war, blieb Donizetti zunächst der italienischen Tradition treu und besetzte die Rolle des jungen Helden Aurelio mit einem „musico“, d. h. einem Mezzosopran. Diese Stimmlage stand in der Nachfolge der Kastraten-Tradition, die sich allerdings in Frankreich nie durchgesetzt hatte. Donizetti hatte daher vor, diese Rolle bei der erhofften Aufführung in Paris durch einen Tenor zu ersetzen. Dazu kam es jedoch nicht mehr. Erst mit La fille du régiment von 1840 gelang ihm ein Erfolg in Paris. In Neapel wurde L’assedio di Calais bis 1840 gespielt.
Bereits Donizetti bemerkte, dass der dritte Akt der Oper die Wirkung stark verminderte. Er begann daher unmittelbar nach der Uraufführung mit einer Reduktion auf zwei Akte. Die dafür vorgesehenen Schnittmarken und Einfügestellen sind erhalten. Der Auftritt des Königs wurde in den ersten Akt vorverlegt und das glückliche Ende vermieden. Für die Gestaltung der Schlussszene fand Donizetti noch keine endgültige Lösung. Bei der Aufführungsserie der English Touring Opera von 2015 wurde an dieser Stelle der originale Schlusschor des ersten Aktes verwendet. Insgesamt ist diese zweiaktige Fassung kürzer und konzentrierter als die dreiaktige Originalfassung.
Die Sänger der Uraufführung vom 19. November 1836 im Teatro San Carlo waren: Paul-Bernard Barroilhet (Eustachio de Saint-Pierre), Almerinda Manzocchi (Aurelio), Caterina Barilli (Eleonora), Ferdinando Cimino (Giovanni), Freni (Giacomo), Giovanni Revalden (Pietro), Giuseppe Benedetti (Armando), Frederick Lablache (Edoardo), Nicola Tucci (Edmondo), Pietro Gianni (Ein Unbekannter).

## Aufnahmen und Aufführungen in neuerer Zeit
Nach der neapolitanischen Aufführungsserie geriet das Werk in Vergessenheit. In moderner Zeit gab es nur wenige Aufführungen und bislang (Stand 2015) eine CD- und eine DVD-Veröffentlichung:
- 1988: CD-Aufnahme mit dem Philharmonia Orchestra London und dem Geoffrey Mitchell Choir unter der Leitung von David Parry. Es sangen: Christian du Plessis (Eustachio de Saint-Pierre), Della Jones (Aurelio), Nuccia Focile (Eleonora), Rico Serbo (Giovanni), Paul Nilon (Giacomo), Ian Platt (Pietro), Mark Glauville (Armando), Russell Smythe (Edoardo), Eiddwen Harrhy (Isabella), John Treleaven (Edmondo), Norman Stanley Bailey (Ein Unbekannter). Opera Rara CD: OR 9
- 1990: Aufführungen beim Donizetti-Festival Bergamo und DVD-Veröffentlichung (Live vom 20. September 1990 aus dem Civico Teatro Gaetano Donizetti) mit dem Coro und Orchestra Sinfonica della RAI di Milano unter der Leitung von Roberto Abbado. Die Sänger waren: Paolo Coni (Eustachio de Saint-Pierre), Luciana d’Intino (Aurelio), Nuccia Focile (Eleonora), Romano Emili (Giovanni), Sergio Rocchi (Giacomo), Giovanni Guerini (Pietro), Danilo Serraiocco (Armando), Michele Pertusi (Edoardo), Barbara Frittoli (Isabella), Ernesto Gavazzi (Edmondo), Maurizio Antonelli (Ein Unbekannter). House of Opera DVDCC 177 (1 DVD), Charles Handelman – Live Opera 09121 (1 VC)[7][8]
- 1991: Aufführungen beim Wexford Festival Opera in Irland[8]
- 2008: Konzertante Aufführungen im Musiktheater im Revier, Gelsenkirchen[2]
- 2013/2015: Aufführungen der zweiaktigen Fassung durch die English Touring Opera[5]
- 16. Juli 2017: Amerikanische Erstaufführung aller drei Akte auf dem Glimmerglass Festival in Cooperstown, New York; Regie: Francesca Zambello, Dirigent: Joseph Colaneri[9]